# Straż Narodowa (1918–1919)
Straż Narodowa – miejska organizacja paramilitarna o prawicowym zabarwieniu politycznym, utworzona w Warszawie pod egidą magistratu w sierpniu i wrześniu 1918 na potrzeby obrony porządku społecznego i „walki z bolszewizmem”, zlikwidowana po nieudanym puczu Januszajtisa w połowie stycznia 1919. Jej podstawą były warszawska organizacja Sokoła, antysemickie Towarzystwo „Rozwój” Tadeusza Dymowskiego i organizacja dowborczyków.

## Geneza i struktura
Inicjatorem powołania formacji był adwokat Leonard Tallen-Wilczewski, wpływowy członek Sekretariatu pasywistycznego (prorosyjskiego) Międzypartyjnego Koła Politycznego (MKP) z ramienia Stronnictwa Polityki Realnej (SPR), którego był od października 1917 wiceprezesem, w 1918 członek Rady Stanu z nominacji Rady Regencyjnej.
Pierwszym dowódcą Straży Narodowej był płk Jan Wroczyński, od listopada 1918 zastąpił go płk Bolesław Jaźwiński. Obaj należeli do Tajnej Rady Wojskowej skupiającej dowborczyków w Warszawie pod przywództwem gen. Wacława Iwaszkiewicza. Po odzyskaniu niepodległości była utrzymywana przez miasto i wspomagała Milicję Miejską. Jej struktury stanowiło pięć rejonów, każdy utworzony na obszarze kilku dotychczasowych komisariatów (jednostek podziału administracyjnego Warszawy powołanych w 1916). Ich naczelnikami, urzędującymi w siedzibach komisariatów, byli: Jan Gebethner (księgarz), Karol Noskiewicz, Klemens Starzyński (przemysłowiec), Emil Rauer (prezes warszawskiego „Sokoła”, od 18 listopada 1918 pierwszy dowódca główny Wojskowej Straży Kolejowej) i Tadeusz Dymowski. Noskiewicz, Rauer i Starzyński – członkowie pierwszego zarządu warszawskiego „Sokoła” w 1906 – współorganizowali wcześniej od października 1914 Straż Obywatelską z Leonem Supińskim i Stanisławem Patkiem; po uruchomieniu Straży latem 1915 Noskiewicz był jednym z trzech zastępców jej komendanta, Rauer naczelnikiem Wydziału Intendentury, a Starzyński naczelnikiem Wydziału Rezerwy. Straż Narodowa działała także w Piasecznie, Wilanowie i Jabłonnie.
W listopadzie 1918 naczelnik Straży Narodowej, pułkownik Jaźwiński, podlegał komendantowi miasta, pułkownikowi Henrykowi Minkiewiczowi. Jak donosił związany z MKP „Kurier Warszawski” z 14 listopada 1918, Straży Narodowej podporządkowano natomiast w tym okresie dotychczasowego komendanta Milicji Miejskiej, porucznika Marcelego Łączkowskiego.
„Kurier Warszawski” poinformował 14 listopada 1918 o powoływaniu żydowskiej straży bezpieczeństwa, która miała być przydzielona do Straży Narodowej i dbać o bezpieczeństwo w częściach miasta zamieszkanych przez ludność żydowską.
Magistrat miejski uchwalił w połowie listopada 1918 wypłacanie funkcjonariuszom Straży Narodowej poborów i dodatku żywnościowego z kasy miasta oraz złożenie wniosku o przyszłą refundację tych kosztów ze skarbu państwa.

## Zadania i działalność
Do zadań Straży Narodowej należało zgodnie z jej statutem zapobieganie „anarchii”, ochrona własności prywatnej i pomoc władzom miejskim. Pod ochroną formacji znalazły się „magazyny, składy, urządzenia i budowle miejskie, w części i rządowe”; powierzono jej także dbanie o bezpieczeństwo na ulicach. „Kurier Warszawski” z 14 listopada 1918 przedstawił członków Straży Narodowej jako „obrońców porządku”, którzy obok Legii Akademickiej sprawowali wartę przed gmachami publicznymi oddając nocą strzały ostrzegawcze dla odstraszenia „żywiołów wrogich porządkowi społecznemu”. Służbę tego rodzaju pełnił z ramienia Straży w bramie zarządu Elektrowni Warszawskiej przy ulicy Foksal 11 i w zajezdni tramwajowej przy ul. Puławskiej jako student pierwszego roku historyk Tadeusz Manteuffel.
Członkowie SN wzięli udział w rozbrajaniu żołnierzy wojsk okupacyjnych w listopadzie 1918.
Na przełomie listopada i grudnia 1918 do Straży Narodowej należało około 6 tysięcy osób. W grudniu Straż popadła w konflikt z władzami z powodu swojego prawicowego charakteru i w efekcie została zredukowana do około 2 tysięcy członków.
Czynny i zorganizowany udział jej członków w próbie przewrotu płk. Mariana Januszajtisa w nocy z 4 na 5 stycznia 1919 był przyczyną likwidacji organizacji do połowy stycznia 1919. Funkcjonariusze Straży m.in. aresztowali członków rządu, a kolumna jej członków próbowała opanować Belweder, ówczesną siedzibę Józefa Piłsudskiego, i zatrzymała się dopiero wobec postawy uzbrojonych w broń maszynową i przygotowanych do otwarcia ognia żołnierzy ochrony.